# Сподне Езерско
Сподне Езерско (на словенски: Spodnje Jezersko) е село в Словения, Горенски регион, община Езерско. Според Националната статистическа служба на Република Словения през 2002 г. селото има 80 жители.